# Nougat de Montélimar
Le nougat de Montélimar est une spécialité de nougat élaborée dans la région de Montélimar en Drôme provençale, dans le département de la Drôme. 
Cette confiserie doit une partie de son existence à la culture de l'amandier et à l'élevage des abeilles dans cette région.

## Description
Le nougat de Montélimar est composé d’amandes, de miel, de sucre et de blancs d’œufs battus en neige. Ces derniers vont aérer la pâte et lui donner la couleur blanchâtre traditionnelle du nougat. Il existe depuis de nombreux nougats aromatisés : nougat aux fruits confits (citron, orange, cédrat, figue, noix, châtaigne, fraises, myrtilles…), aux plantes (nougat à la lavande…), nougat au chocolat…

## Cahier des charges

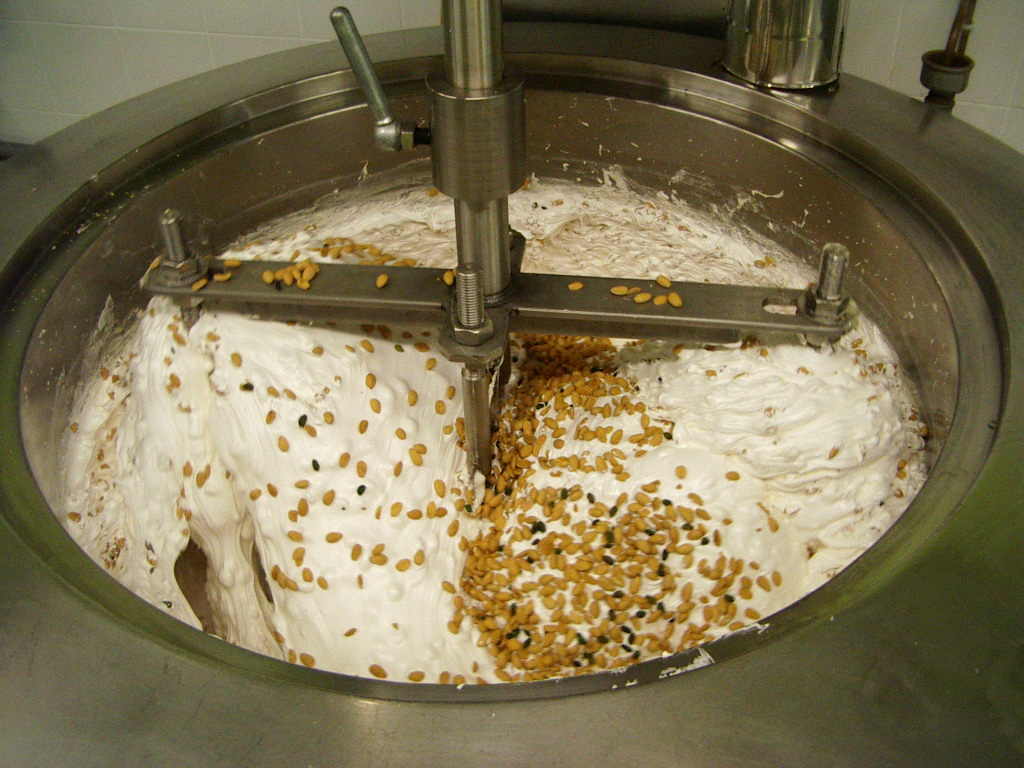
Fabrication artisanale de nougat au Palais des bonbons et du nougat de Montélimar

Selon le décret du 12 mars 1996, le nougat de Montélimar doit contenir au moins 30 % de fruits secs (amandes douces entières émondées, noisettes, pistaches vertes, noix, etc.) et 25 % de miels, auxquels s'ajoutent des matières sucrantes (sucre, sucre inverti et sirop de glucose), un agent d'aération (blanc d’œuf de poule, albumine d’œuf, albumine de lait, gélatine alimentaire), du pain azyme et de l'arôme naturel de vanille.
Les miels doivent avoir été récoltés en France, Espagne, Italie ou Grèce (les pays bordant la Méditerranée et appartenant à la CEE), avec au moins 7%  de miel de Lavande récolté exclusivement en France. Rien n'oblige les nougatiers à l'utilisation des productions agricoles de la région de Montélimar.
La part minimale de miel est donc approximativement de 20 à 21 % par rapport à la matière totale.

## Histoire

### Origines
Les premières recettes de nougat blanc sont attestées au Moyen-Orient dans des livres arabes du Xe siècle. Le nougat de Provence, a fortiori celui de Montélimar, pourraient être les héritiers des nougats arabes. Certains historiens prétendent que les premières mentions du Nougat de Montélimar pourraient dater de 1097. Il existe également une quantité de documents publiés tout au long des siècles.
Le mot nogat (« amande » en langue occitane) apparaît en 1595 dans un livre de pharmacie et en 1607 dans un livre de diététique, Le Thresor de santé, tous deux publiés à Lyon. Il y est précisé que nogats et torrons sont confectionnés exclusivement en Provence et Languedoc, des terres agricoles favorables à la culture de l'amandier. Le nougat s'appellera nogat jusqu'au début du XIXe siècle.
Le nougat est attesté à Montélimar depuis 1701. La tradition des treize desserts de Noël en Provence est attestée depuis le XVIIe siècle et le nougat y est présent avant la fin du XVIIe siècle. Il existe également du nougat noir de Provence. Il s'agit de l'un des treize desserts traditionnels de Noël en Provence composé de miel, de sucre, d'amandes, et éventuellement de vanille.

### 1701: le commencement de la renommée du nougat de Montélimar
Louis, duc de Bourgogne, et Charles, duc de Berry, revenant d’un trajet en Espagne à cheval, s’arrêtent à Montélimar, et se font offrir un quintal de nougat (équivalant à 42 kg).

### AuXXesiècle

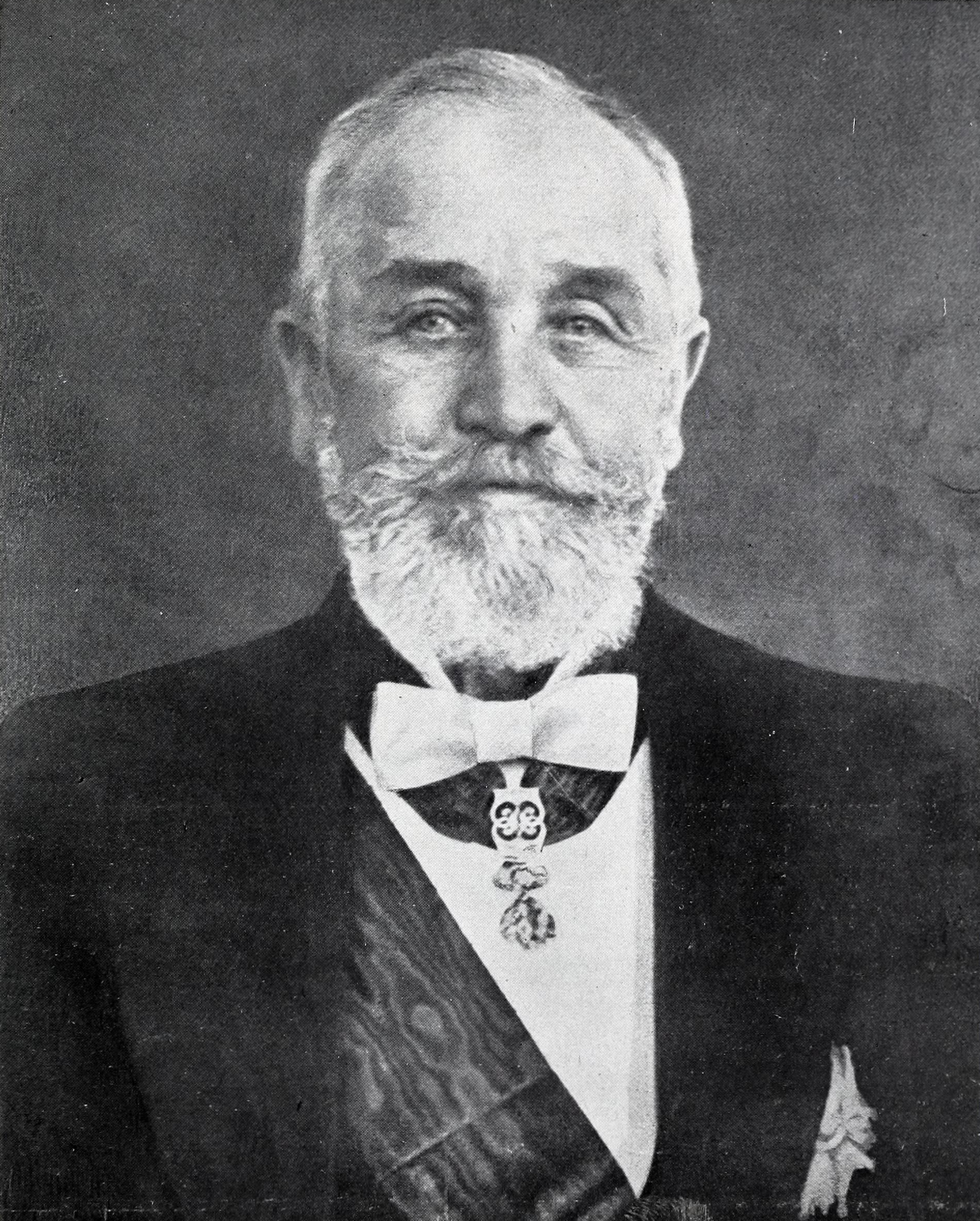
Le président de la République française Émile Loubet assura la promotion du Nougat lors de sa présence au palais de l'Élysée (illustration de 1905)

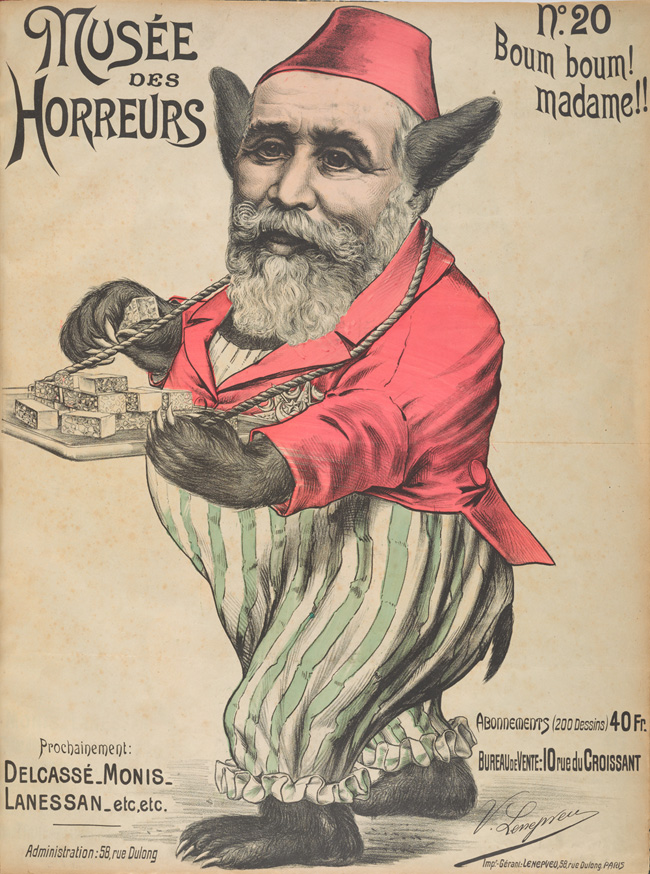
Le président de la République française Émile Loubet caricaturé en ours de cirque vendant du nougat (caricature n° 20 de la série « Musée des horreurs », 1900).

Le nougat de Montélimar doit sa notoriété internationale à Émile Loubet, né à Marsanne, près de Montélimar, devenu maire de Montélimar puis sénateur de la Drôme et enfin président de la République (de 1899 à 1906),,,.
Il entreprit une grande campagne de promotion du nougat : il offrit des nougats à toutes les principales têtes couronnées qu'il rencontrait, ainsi qu’aux nombreux présidents étrangers se rendant à l’Élysée, ce pour quoi il a été caricaturé. La notoriété du nougat de Montélimar devint ainsi internationale. 
L'expansion de sa notoriété est encore et surtout due à sa situation géographique, sur la nationale 7.
En 1968, l’autoroute A7 est créée et les nougatiers réagissent en s’installant tous sur l’aire d’autoroute de Montélimar, la plus grande en Europe. En 2015, un article du journal Le Parisien indique qu'il s'agit du plus important lieu de vente de nougat de France, concurrençant ainsi les autres commerçants de la ville de Montélimar.

## Commerce
En 2003, le syndicat des nougatiers avait déposé un dossier afin d'obtenir une certification de la dénomination géographique « nougat de Montélimar » pour protéger commercialement son utilisation. La demande est approuvée par l’Union européenne le 26 novembre 2024, reconnaissant l’appellation « Nougat de Montélimar » comme une Indication géographique protégée (IGP). 
Une douzaine de nougatiers sont encore en activité à Montélimar (2 industriels et 10 artisans). La fabrication annuelle est d'environ 4 500 tonnes, et cette activité emploie environ 300 personnes.